# Andreas Nilsson
Andreas Oliver Nilsson (* 12. April 1990 in Trelleborg) ist ein Handballspieler aus Schweden.

## Karriere

### Verein
Der 1,97 Meter große und 110 Kilogramm schwere Kreisläufer spielte in der Jugend für IFK Trelleborg und stand bis Sommer 2012 bei IFK Skövde HK unter Vertrag. Anschließend wechselte er zum deutschen Bundesligisten HSV Hamburg. Mit dem HSV gewann er 2013 die Champions League. Im Sommer 2014 unterschrieb er einen Vertrag beim ungarischen Spitzenverein Telekom Veszprém. Mit Veszprém gewann er 2015, 2016, 2017, 2019, 2023 und 2024 die ungarische Meisterschaft, 2015, 2016, 2017, 2018, 2021, 2022, 2023 und 2024 den ungarischen Pokal sowie 2015, 2016, 2020, 2021 und 2022 die SEHA-Liga.
Zur Saison 2024/25 unterschrieb er beim schwedischen Verein Önnereds HK.

### Nationalmannschaft
Für die schwedische Nationalmannschaft bestritt Andreas Nilsson seit Oktober 2010 bisher 161 Länderspiele, in denen er 360 Tore warf. Für Schweden bestritt er sechs Partien bei der EM 2012, in denen er dreizehn Treffer erzielte. Im Sommer 2012 nahm er an den Olympischen Spielen in London teil und gewann die Silbermedaille. Bei der Europameisterschaft 2014 verwandelte er alle 23 Wurfversuche. Weiterhin nahm er an den Olympischen Spielen 2016 in Rio de Janeiro, den Weltmeisterschaften 2015, 2017 und 2019 sowie den Europameisterschaften 2012, 2014, 2016 und 2020 teil. Beim Gewinn der Bronzemedaille bei der Europameisterschaft 2024 bestritt er acht Spiele und warf sechs Tore. Bei der Weltmeisterschaft 2025 warf er neun Tore in sechs Spielen und belegte mit dem Team den 14. Platz.

### Auszeichnungen
Am 12. Juni 2016 wurde er von einer Jury, zusammengesetzt aus Vorstandsmitgliedern des schwedischen Handballverbandes sowie den beiden Nationaltrainern Ola Lindgren und Staffan Olsson, zum schwedischen „Handballer des Jahres“ gewählt.

### Bundesligabilanz

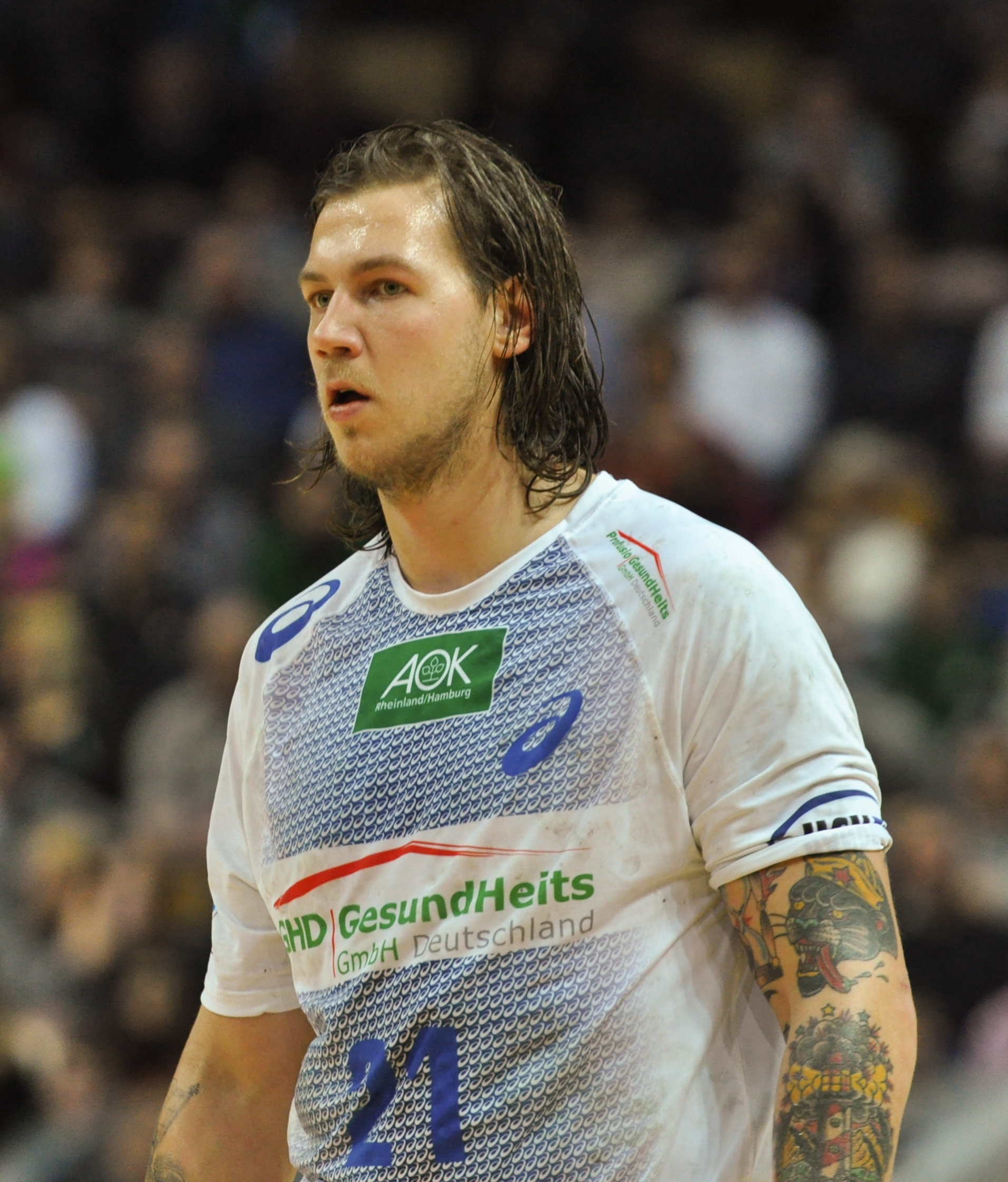
Andreas Nilsson im Februar 2014 im Trikot des HSV Hamburg.

| Saison    | Verein      | Spielklasse | Spiele | Tore | 7-Meter | Feldtore |
| --------- | ----------- | ----------- | ------ | ---- | ------- | -------- |
| 2012/13   | HSV Hamburg | Bundesliga  | 33     | 50   | 0       | 50       |
| 2013/14   | HSV Hamburg | Bundesliga  | 23     | 67   | 0       | 67       |
| 2012–2014 | gesamt      | Bundesliga  | 56     | 117  | 0       | 117      |